# George E. Stratemeyer
George Edward Stratemeyer (Cincinnati, 24 novembre 1890 – Orange, 11 agosto 1969) è stato un generale statunitense.
Il tenente generale Stratemeyer fu capo di stato maggiore aeronautico nella seconda guerra mondiale e comandante delle Far East Air Force (USAF) nel primo anno della guerra di Corea.

## Biografia
Stratemeyer nacque a Cincinnati (Ohio) nel 1890. Terminò l'Accademia Militare degli Stati Uniti nel giugno 1915 ("the class the stars fell on") uscendone con il grado di sottotenente di fanteria. Prestò servizio nella 7ª e nella 34ª divisione di fanteria in Texas e Arizona fino al settembre 1916 quando fu assegnato alla Aviation Section, U.S. Signal Corps, per addestrarsi al volo presso Rockwell Field, San Diego (California). Stratemeyer divenne first lieutenant in giugno 1916. Divenne ufficiale comandante delle United States Army Air Service Flying and Technical Schools ("Scuole di volo e tecniche") a Kelly Field (Texas) in maggio 1917.
Promosso capitano nell'agosto 1917, fu designato comandante di scuola alla School of Military Aeronautics Division ("Divisione scuola di aeronautica militare") presso la Ohio State University, e poi ufficiale comandante di Chanute Field (Illinois). 
Conseguì il grado di maggiore nell'agosto 1918. Col trasferimento ufficiale dalla fanteria all'Air Corps nel 1920 fu destinato a Luke Field (Hawaii) con l'incarico di ufficiale comandante del 10th Air Park.
Ritornò a West Point nell'agosto 1924 come istruttore di tattica. Perfezionò le sue conoscenze militari completando gli studi sia all'Air Corps Tactical School di Langley Field (Virginia), nel giugno 1930, sia alla Command and General Staff School di Fort Leavenworth (Kansas), nel 1932. Rimase a Leavenworth come istruttore per i successivi quattro anni.
Stratemeyer fu promosso tenente colonnello nel giugno 1936 e incaricato di comandare il 7th Bomb Group presso Hamilton Field (California). Si diplomò all'Army War College nel 1939 e fu applicato all'ufficio del Capo dello United States Army Air Corps per dirigere la Training and Operations Division ("Divisione addestramento e operazioni"), con promozione a colonnello nel marzo 1940.
Un anno dopo Stratemeyer divenne executive officer di Henry H. Arnold, il capo dell'Air Corps, e in agosto fu promosso brigadier generale. Il generale Stratemeyer comandò il Southeast Air Corps Training Center presso Maxwell Field (Alabama), per cinque mesi e ritornò a Washington nel giugno 1942 come capo dell'Air Staff del generale Arnold. Era stato promosso maggior generale nel febbraio 1942.

### Seconda guerra mondiale

Distintivo indossato dalle forze USA nel teatro "Cina Birmania India"

Il generale Stratemeyer si recò sul Teatro Cina Birmania India
a metà 1943, con l'incarico di generale comandante delle forze aeree (dell'esercito, USAAF) nel teatro e come Air Commander of the Allied Eastern Air Command ("Comandante del comando aereo alleato orientale"). Benché ufficialmente figurasse consigliere aeronautico del generale Joseph Stilwell, il suo status di fatto era paragonabile a quello di Stilwell.
Una delle caricature preferite di Stratemeyer lo mostrava seduto alla sua scrivania circondato dai ritratti di otto "boss", ciascuno dei quali poteva dargli ordini su uno dei suoi compiti o un altro. Una parte delle forze comandate da Stratemeyer, la Tenth Air Force, era stata aggregata alla RAF Third Tactical Air Force in India nel dicembre 1943 e stava operando con il South East Asia Command (SEAC) di Louis Mountbatten. Un'altra parte delle forze di Stratemeyer, la Fourteenth Air Force in Cina, era almeno tecnicamente sotto la "giurisdizione" di Chiang Kai-shek in qualità di comandante di teatro. E sebbene l'India-China Wing, Air Transport Command ricevesse disposizioni sulle sue quote di tonnellaggio da trasportare da Stratemeyer come vice di Stilwell, il controllo su quell'unità logistica era radicato a Washington.
Stratemeyer fu promosso tenente generale nel maggio 1945 e dall'aprile 1944 fino a marzo 1946 fu comandante dell'Army Air Forces in the China Theater ("Aviazione dell'esercito nel teatro cinese") che aveva sede principale a Chongqing.
Dopo la guerra, il generale Stratemeyer comandò l'Air Defense Command a Mitchel Field (New York), e il Continental Air Command che vi si stava organizzando nel novembre 1948. In entrambe le posizioni, Stratemeyer tentò di migliorare il sistema di allerta dell'America.

### Guerra di Corea
Raggiunse Tokyo nell'aprile 1949 come generale comandante delle Far East Air Forces, che egli diresse nel primo anno della guerra di Corea. Le sue unità reagirono rapidamente all'invasione della Corea del Sud da parte della Corea del Nord e fornirono ai sudcoreani e al generale Douglas MacArthur il loro determinante apporto. Il generale Stratemeyer fu colpito da un grave attacco cardiaco a Tokyo nel 1951 e fu ricoverato nell'ospedale dell'aviazione presso la base aerea di Tachikawa.
Il generale Stratemeyer fu congedato il 31 gennaio 1952. Morì l'11 agosto 1969.

## Onorificenze
Le decorazioni di Stratemeyer comprendono:
- Distinguished Service Medal con tre grappoli di foglie di quercia;[20]
- Air Medal[21] con grappolo di foglie di quercia;
- American Defense Service Medal;[22]
- Asiatic-Pacific Campaign Medal[23] con cinque service stars;
- European-African-Middle Eastern Campaign Medal[24] con service star;
- World War I Victory Medal;
- World War II Victory Medal;[25]
- American Campaign Medal[26] con service star;
- National Defense Service Medal;[27]
- Korean Service Medal[28] con quattro service stars;
- Mexican Border Service Medal;[29]
- Medaglia Ho-Tu[30] dell'aeronautica cinese;
- Cortina di nuvole Tashou (cinese);
- Ordine del Bagno;
- Distintivo di Pilota cinese;
- Croce di Commendatore dell'Ordine della Polonia restituta;
- Knight Commander of the Order of the British Empire;
- Distintivo di pilota iugoslavo.